# نجوم راديوية دوارة عابرة
نجوم راديوية دوارة عابرة (بالإنجليزية: Rotating radio transient) واختصارا (RRATs) هي مصادر لنبضات راديوية قصيرة ومتوسطة لامعة، تم اكتشافها لأول مرة في عام 2006 .
النجوم الراديوية الدوارة العابرة يعتقد انها نجوم نابضة على سبيل المثال نجوم نيوترونية مغناطيسة دوارة التي تشع بشكل متقطع ومتفاوت مع تباين أعلى من النبضة إلى النبضة من الجزء الأكبر من النباضات المعروفة.إن التعريف العملي للنجم الراديو الدوار العابر هو النبض الذي يمكن اكتشافه بسهولة أكبر في البحث عن نبضات مشرقة مفردة، على عكس عمليات البحث في تحليل فورييه بحيث تكون الدوارات الراديوية العابرة أكثر قليلا من ان تصنف (عن طريق كيف يتم اكتشافها) ولا تمثل فئة متميزة من اجرام النجم النابض. اعتبارا من مارس 2015 تم الإبلاغ عن أكثر من 100 نجم من هذا النوع.